# Qualité de l'air intérieur
La qualité de l'air intérieur (QAI) recouvre l'étude des paramètres de confort (température, hygrométrie) et de la composition de l'air dans les environnements clos (bâtiments, mais aussi dans les transports en commun, par exemple), dans le but d'assurer la santé des usagers. La pollution intérieure est une notion un peu plus restreinte qui désigne classiquement les composés chimiques (hors CO2) susceptibles d'être présents dans l'air intérieur, ainsi que les fumées et poussières. La qualité de l'air intérieur s'intègre dans le thème plus large de la qualité des environnements intérieurs, qui inclut aussi le confort thermique, acoustique et visuel.
La pollution de l'air a d'abord été considérée du seul point de vue de l'air extérieur. Le problème spécifique de la qualité de l'air intérieur a commencé à se poser dans les années 1970, lors de la description du syndrome du bâtiment malsain. En effet, les bâtiments doivent répondre à une double contrainte : pour une bonne efficacité énergétique, ils doivent limiter les déperditions thermiques en étant aussi étanches que possible, et pour une bonne qualité de l'air, ils doivent faciliter l'aération autant que possible. L'étude de la qualité de l'air intérieur fait partie des démarches qui visent à réconcilier ces deux contraintes en étudiant les besoins de ventilation de façon à assurer un air sain tout en limitant les pertes thermiques.
La qualité de l'air intérieur est un enjeu majeur de santé publique. Un air dégradé ou vicié peut être à l'origine de nombreux soucis de santé. Il peut diminuer la productivité des employés au travail, compliquer l'apprentissage des élèves dans une classe trop confinée, et accentuer les problèmes respiratoires potentiels des personnes sensibles à la maison. La pollution intérieure est à l'origine de plusieurs millions de décès dans le monde par an.
De nombreux polluants sont étudiés dans le cadre de la qualité de l'air intérieur. On peut les classer par origine (intérieure ou extérieure), par nature (gaz comme le radon ou le CO2, composé organique volatil, fibres...), par taille (de la molécule de gaz à la particule de poussière, en passant par les bactéries ou les spores de moisissures)... Plusieurs systèmes de classement coexistent. Ces polluants ne sont pas encore tous règlementés. Les plus notables sont le CO2 (même si son classement comme polluant reste discuté), le formaldéhyde, et le benzène, mais de nombreux autres composés affectent la qualité sanitaire de l'air intérieur.
Pour lutter contre la pollution intérieure, plusieurs plans d'actions ont été proposés aux niveaux nationaux et internationaux, et des organismes ont été créés pour étudier l'impact de chaque polluant et la meilleure manière de réduire l'impact des activités humaines sur la qualité de l'air. La règlementation a évolué depuis le début du XXIe siècle, une évolution encore accélérée par la crise sanitaire due au Covid-19, qui a mis en lumière brutalement les effets pernicieux d'un trop grand confinement de l'air.

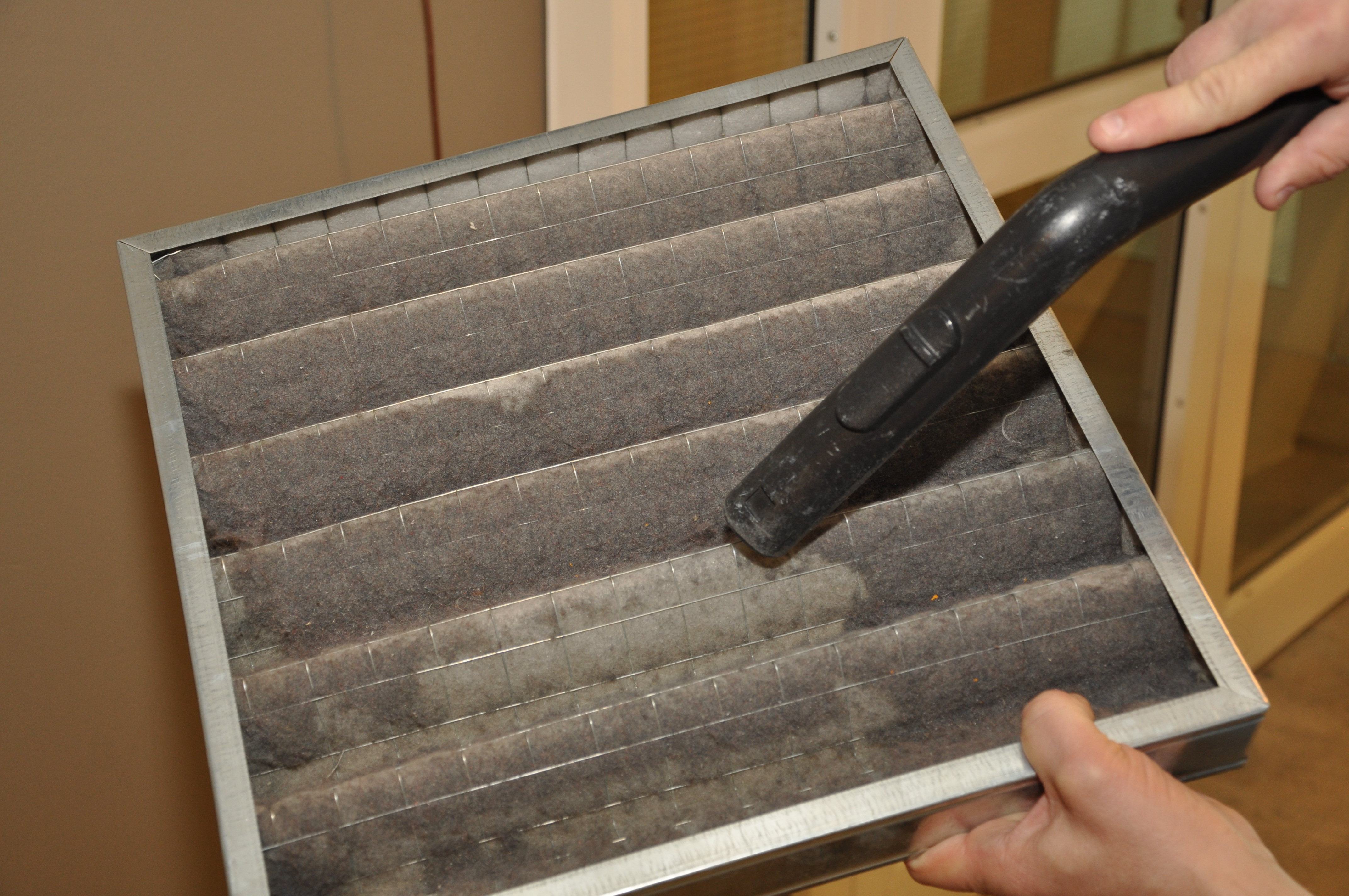
Bien filtrer l'air intérieur améliore la santé cardiovasculaire,. Filtre à air encrassé par la poussière et partiellement nettoyé au moyen d'un aspirateur.

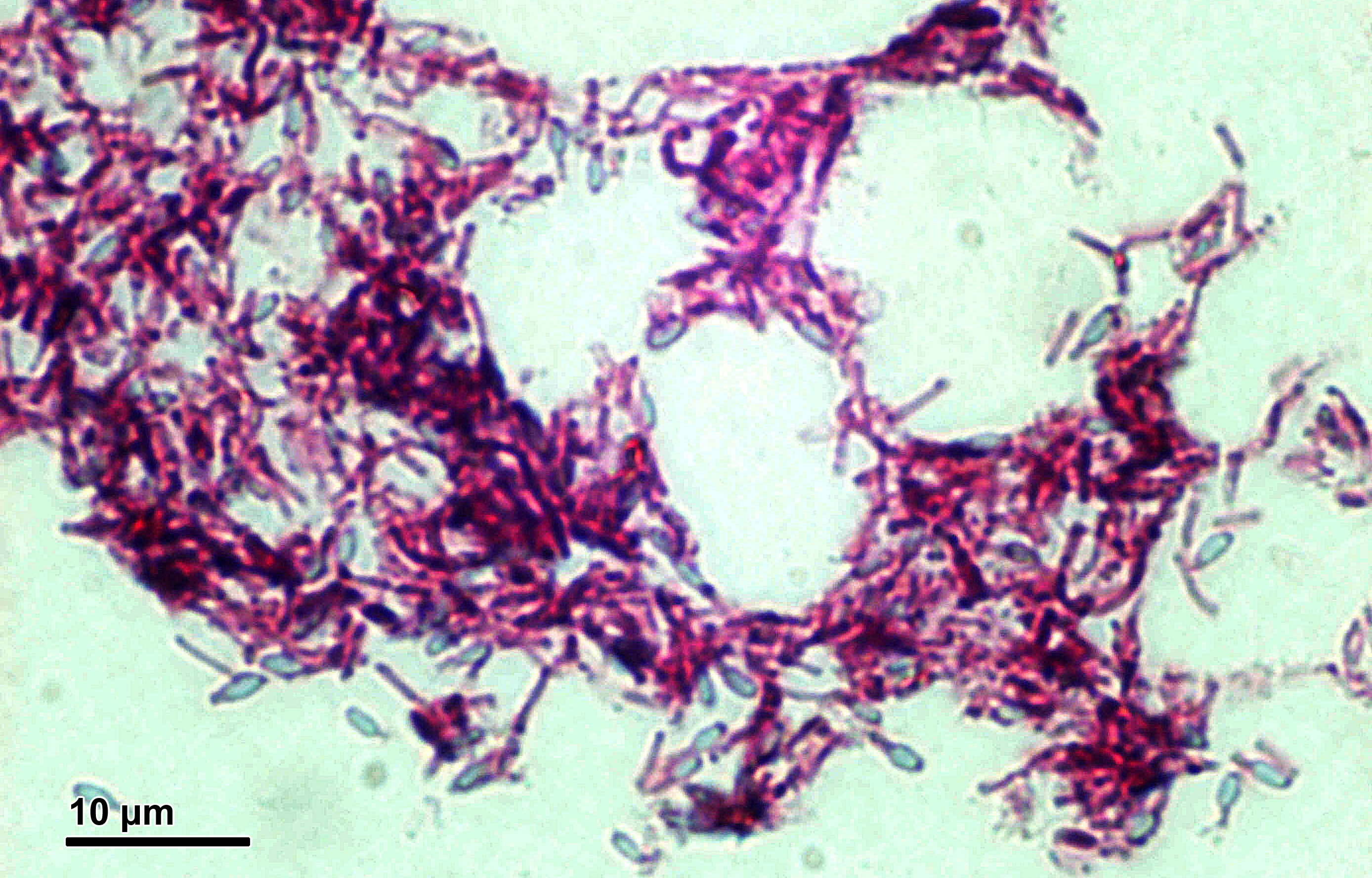
Des bactéries (éventuellement pathogènes) peuvent faire partie des biocontaminants de l'air. Exemple de bactéries aéroportées photographiées au microscope (après coloration).

## Enjeux

### Enjeux de santé
Les citadins passent plus de 80 % de leur temps dans des espaces clos, « souvent sans savoir qu'ils pourraient être continuellement exposés à la pollution atmosphérique ». Ceci fait que l'exposition de l'Homme aux polluants atmosphériques devient essentiellement liée aux environnements intérieurs (habitat pour environ 50 % du temps). L'environnement intérieur est un univers dynamique qui peut être contaminé par une pollution produite in situ par le bâtiment et ses occupants, ou en provenance de l'extérieur. L'espace intérieur est marqué par des polluants biologiques, physiques et chimiques nombreux, dont certains peuvent interagir ou être remis en suspension.
La pollution intérieure est devenue une préoccupation majeure pour plusieurs raisons. Un être humain adulte respire en moyenne douze à quinze mille litres d'air par jour. Le temps passé en espace confiné augmente, or pour diminuer le gaspillage énergétique, les bâtiments sont de mieux en mieux isolés de l'extérieur, ce qui peut poser des problèmes de renouvellement d'air si les systèmes de ventilation sont défaillants. Les enfants, les personnes âgées, les sujets asthmatiques ou souffrant de pathologies respiratoires chroniques ou cardiovasculaires sont en outre plus vulnérables à un air intérieur pollué ; et le nombre de personnes âgées vulnérables augmente (en Chine notamment).
Les impacts sanitaires de la pollution intérieure sont nombreux, de nature et de gravité variables : ils vont de simples nuisances (sensations de gêne, d'inconfort ou de confinement, nuisances olfactives, symptômes divers non spécifiques, ORL, oculaires, cutanés ou respiratoires, maux de tête, fatigue, malaise, difficulté de concentration, etc.) mais qui peuvent avoir un impact sur l'absentéisme et la productivité, les afflux aux urgences, et jusqu'à des maladies comme des intoxications (oxycarbonées, saturnisme, etc.), des infections (légionellose, viroses, tuberculose , etc.), des allergies respiratoires (rhinite, asthme, et de la peau dermatite, etc.) parfois favorisées par l'humidité des bâtiments. Mais aussi la pollution intérieure a des risques à plus ou moins long terme : pathologies chroniques respiratoires, cardiovasculaires, tumorales, neurologiques, etc.
L'EPA classe la pollution de l'air intérieur parmi les cinq principaux risques en santé publique,,, et cela vaut dans les zones urbaines du monde entier.
La pollution à l'intérieur est toutefois toujours inférieure à celle des usines industrielles et des centrales thermiques ou près de routes très fréquentées mais à l'intérieur la pollution est parfois plus de dix fois plus élevée que dehors. Et pour certaines substances nocives, leurs concentrations sont parfois 100 fois plus élevées que les valeurs admissibles. Brody (2001) a trouvé des taux de produits cancérigènes de 5 à 70 fois supérieures à celles mesurées à l'extérieur.
La pollution de l'air (extérieur + intérieur) est aujourd'hui reconnue comme le principal risque environnemental pour la santé dans le monde. En 2012, selon l'Organisation mondiale de la santé elle a fait sept millions de décès dans le monde (soit un décès sur huit), dont 4,3 millions à cause de la pollution intérieure. Chaque citoyen européen est ainsi privé en moyenne de 8,6 mois de vie. La pollution atmosphérique a été classée comme « cancérigène certain » pour l'homme par le Centre international de recherche sur le cancer, comme les particules de l'air extérieur et les effluents d'échappement des moteurs Diesel. Les études épidémiologiques montrent un lien de causalité fort entre les particules fines (PM2,5) et la mortalité cardiovasculaire et respiratoire.
La pollution chronique particulaire (PM2,5) est à l'origine d'athérosclérose, d'issues indésirables de la grossesse et de maladies respiratoires chez l'enfant. L'exposition à long terme à l'ozone a des effets sur la mortalité respiratoire et les décès chez les personnes atteintes d'affections chroniques. Une augmentation de la mortalité, des hospitalisations et des atteintes respiratoires est retrouvée avec l'exposition au dioxyde d'azote. Le dépassement de la valeur guide de l'OMS pour les PM2,5 se traduit chaque année par 19 000 décès prématurés (dont 2 900 pour les neuf villes françaises), dont 15 000 décès pour causes cardiovasculaires (dont 1 500 pour les neuf villes françaises) – étude européenne APHEKOM (2012). Dans les villes les plus polluées d'Europe, c'est près de deux ans d'espérance de vie qui pourraient être gagnés si la pollution pouvait être ramenée aux concentrations préconisées par l'OMS (gain moyen d'espérance de vie à trente ans pour les neuf villes françaises de 3,6 à 7,5 mois).
Selon l'Observatoire de la Santé d'Île-de-France, habiter à proximité de voies à forte densité de trafic automobile serait responsable de 16 % de survenue des nouveaux cas d'asthme chez l'enfant et de 16 à 29 % des exacerbations de symptômes respiratoires (crises d'asthme, hospitalisations).
Les maladies allergiques liées à l'environnement aérien ou alimentaire concernent 25 à 30 % de la population française et ont un fort impact socio-économique (coût, absentéisme, qualité de vie). Leur prévalence a doublé en vingt ans dans les pays développés. Dans son rapport de 2014 sur l'impact sanitaire de l'exposition de la population générale aux pollens, l'Anses indique que dans les enquêtes épidémiologiques menées en France, de 1994 à 2006, la prévalence de la rhinite allergique est estimée au plus à 7 % chez les enfants de 6 à 7 ans, 20 % chez les enfants de 9 à 11 ans (avec une sensibilisation de près de 27 % des enfants à au moins un aéroallergène), 18 % chez les adolescents de 13 à 14 ans, 31 à 34 % chez les adultes. L'Anses précise que certains polluants chimiques peuvent moduler la réaction allergique en agissant directement chez les sujets sensibilisés, ou en agissant sur les grains de pollen, notamment sur leur paroi et sur leur contenu protéique.
Les effets sanitaires de différents polluants intérieurs sont progressivement reconnus, malgré un traitement médiatique relativement faible, et même s'il reste difficile d'évaluer les effets sanitaires de cocktails de polluants.

### Enjeux économiques
Une étude du Commissariat Général du Développement Durable parue en avril 2015 a estimé les coûts des principales pathologies respiratoires dues à la pollution de l'air pour le système de soins français. Ils s'élèveraient entre 0,9 et 1,8 milliard d'euros par an, soit 15 à 30 % du déficit 2012 de la branche maladie de la sécurité sociale. L'asthme représente la part la plus importante de ce coût (entre 40 et 60 %).
L'étude Aphekom a montré que le dépassement de la valeur guide de l'Organisation mondiale de la santé pour les particules fines PM2,5 se traduisait chaque année dans 25 grandes villes européennes (totalisant 39 millions d'habitants) par 31,5 milliards d'euros en dépenses et coûts de santé (dépenses de santé, absentéisme, perte de bien-être, de qualité et d'espérance de vie), dont 4,9 milliards d'euros pour les 9 villes françaises.
Une étude exploratoire du coût socio-économique de la pollution de l'air intérieur a été publiée en 2014 par l'Anses avec l'Observatoire de la qualité de l'air intérieur, le Centre scientifique et technique du bâtiment et Pierre Kopp (professeur d'économie de l'université Sorbonne Panthéon). Elle a été menée, à partir des données des logements français, sur les impacts sanitaires de six polluants : le benzène, le radon, le trichloréthylène, le monoxyde de carbone, les particules et la fumée de tabac. Elle chiffre ce coût à dix-neuf milliards d'euros. Une étude exploratoire du coût socio-économique de la pollution de l'air intérieur a été publiée en 2014 par l'Anses, l'Observatoire de la qualité de l'air intérieur, le CSTB et l'université Paris I7. Elle a été menée, à partir des données des logements français, sur les impacts sanitaires de six polluants : benzène, trichloréthylène, radon, monoxyde de carbone, particules fines et fumée de tabac environnementale. Elle chiffre ce coût à dix-neuf milliards d'euros.
Concernant la qualité de l'air au travail ; dans les bureaux, selon l'enquête OFFICAIR menée en 2014 dans 167 immeubles de 8 pays européens, 33 % des répondants ne sont pas satisfaits de la qualité de l'air intérieur. Les répercussions de l'insatisfaction vis-à-vis du confort se traduisent par une moindre efficacité au travail et l'absentéisme. Les sommes dépensées annuellement pour le parc de bureaux américains afin d'améliorer un environnement intérieur non optimisé s'élèvent à 17 milliards de dollars.
La qualité de l'air intérieur a un impact financier certain dans le monde professionnel notamment en raison de l'absentéisme qu'il peut susciter. Celui-ci ayant un coût indéniable. L'environnement intérieur de travail a également une conséquence forte sur la productivité et la motivation des salariés mais également sur leur santé. Pour pallier ses conséquences, le bon réglage du système de ventilation, une température adéquate et une hygrométrie contrôlée font partie des éléments indispensables à mettre en œuvre. Aux États-Unis, cette pollution à le nom d'indoor pollution et est prise en compte par les autorités depuis plusieurs décennies.

## Histoire
Initialement, la médecine s'est intéressée à la circulation de l'air à l'intérieur des espaces clos mais ensuite ce domaine a été longtemps occulté par celui de la pollution de l'air ambiant, marqué par les procédés industriels, le chauffage urbain puis le trafic automobile. Au XIXe siècle, François-Vincent Raspail avait pourtant mis l'accent sur la pureté de l'air qui était menacée par une mauvaise circulation de l'air et divers produits, notamment les peintures au plomb. Il a affirmé : « L'air pur est le pain de la respiration. »

## Polluants intérieurs
On en distingue trois grandes sources (plus ou moins continues ou irrégulières) :
1. La pollution venue de l'extérieur. Sa pénétration dépend de la situation du bâtiment (Cf. proximité du trafic automobile, de sources industrielles ou artisanales, de sols pollués) ou de l'habitacle considéré (voiture, train, métro, avion...), et de la nature du polluant (particules fines, oxydes d'azote, monoxyde de carbone, ozone et oxydants photochimiques, hydrocarbures, radon, évènement feux, fumées, odeurs (en avion), etc.) ;
2. Les matériaux de construction, de décoration ou d'ameublement ;
3. Les activités et comportements des occupants (temps d'aération, type de ménage (sec, humide, au balais ou à l'aspirateur…), entretien, bricolage, désodorisation, utilisation d'aérosols pesticides, combustion. Les combustions peuvent concerner : la cuisine (cuisinière au charbon ou au charbon de bois, au four, à la gazinière, sources de particules ou de nanoparticules) ; les foyers (plus ou moins efficients) ; le tabagisme ou encore la combustion de bougies, d'encens ou de papier d'Arménie.

Les polluants intérieurs peuvent aussi être classés selon leur nature :
1. Biologique (ex. : bioeffluents humains ou animaux, cheveux, poils, plumes, squames de peau, bio-allergènes (dont pollens), micro-organismes : bactéries, virus, parasites ou spores de champignons, émissions ou composants de différents micro-organismes, etc.) ;
2. Physique (ex. : amiante, fibres minérales artificielles, particules, humidité, etc.) ;
3. Chimiques (ex. : monoxyde de carbone, dioxyde de carbone, fumées de tabac, de feux et environnementale, composés organiques volatils (dont les aldéhydes), oxydes d'azote, ozone, métaux lourds, composés organiques semi-volatils, comme les parfums, pesticides, phtalates ou retardateurs de flamme.

### Composés organiques volatils (COV)
Les COV sont toutes les substances organiques dont le point d'ébullition est compris entre 100 et 240 °C. Ils sont volatils à température ambiante, sous forme de gaz ou de vapeurs, d'où leur capacité à se propager loin de leur lieu d'émission, et à se répandre dans l'atmosphère des habitations. Des COV sont émis par de nombreux produits de construction et de décoration, mobiliers et équipements (panneaux de particules, bois agglomérés ou contreplaqués, textiles utilisés pour le mobilier ou la décoration, revêtements de murs et de sols synthétiques ou préfabriqués (dalles, moquettes, faux plafonds, planchers, linoléums), éléments d'isolation (mousses…), peintures, lasures, vernis, colles, mastics, joints, produits de préservation du bois, en particulier dans les charpentes et les meubles), de produits de consommation courante (produits nettoyants ou produits d'entretien des surfaces (nettoyants ménagers, détachants, cires, désinfectants, dégraissants, essences, alcool à brûler, décapants, aérosols), désodorisants d'atmosphère, blocs WC, produits d'hygiène corporelle (lotions, déodorants, parfums, etc.), produits de bricolage (solvants, peintures, vernis, colles, etc.)), ou proviennent de processus de combustion (cuisson des aliments, selon le combustible utilisé ou les aliments cuisinés (par exemple, émission d'acroléine lors du chauffage des huiles ou graisses), poêles à pétrole et au kérosène, tabagisme.
Le formaldéhyde dégaze par exemple de bois agglomérés, de panneaux de particules, de fibres ou de copeaux, de mousses isolantes, de moquettes, textiles et colles). Il existe plusieurs milliers de COV dont plus de 300 déjà retrouvés dans l'air intérieur. Ils constituent le bruit de fond de la pollution chimique intérieure. Ils sont souvent émis pendant des jours, des mois voire des années, avec une intensité qui diminue progressivement. Les émissions varient selon la température et l'humidité, et selon la vitesse de l'air sur la surface. Des phénomènes d'adsorption – désorption existent entre les COV ambiants et certains matériaux.
Des activités domestiques (nettoyage, entretien, bricolage, peinture, etc.) peuvent induire des productions instantanées de COV ; ces "pics de pollution", disparaissent plus ou moins vite selon la ventilation et de leur interaction entre eux et avec les matériaux.
Les principaux COV sont :
- les hydrocarbures aromatiques monocycliques (HAM) : benzène, toluène, éthylbenzène, xylène, 1,2,4-triméthylbenzène, styrène ;
- les hydrocarbures aliphatiques : décane, undécane ;
- les hydrocarbures halogénés : trichloréthylène, tétrachloroéthylène (ou perchloréthylène), 1,1,1 -trichloroéthane, 1,4-dichlorobenzène ;
- les cycloalcanes : cyclohexane… ;
- les terpènes : alpha-pinène, limonène ;
- les alcools : 2-éthylhexan-1-ol… ;
- les glycols : 2-éthoxyéthanol, 2-butoxyéthanol, 1-méthoxypropan-2-ol ;
- les esters : acétate de butyle… ;
- les aldéhydes : formaldéhyde, acétaldéhyde, benzaldéhyde, hexaldéhyde, isobutyraldéhyde, butyraldehyde, isovéraldéhyde, valéraldéhyde.

### Composés organiques semi-volatils (COSV)
Ce sont les substances organiques dont le point d'ébullition se situe de 240 à 400 °C. Leur volatilité moindre à température ambiante fait qu'on les trouvera surtout dans les poussières (qui peuvent ensuite aérosolisées et inhalées ou ingérées). Ce sont souvent aussi des polluants organiques persistants et bioaccumulables dans l'environnement et la chaîne alimentaire. Les COSV entrent dans la composition de matériaux et de produits de grande consommation pour leurs multiples propriétés :
- insecticide : pesticides organochlorés et organophosphorés, pyréthrinoïdes ;
- plastifiant : phtalates, bisphénol A, tributylphosphate (TBP) ;
- conservateur : alkylphénols ;
- retardateur de flamme : polybromodiphényléthers (PBDE), polychlorobiphényles (PCB), tributylphosphate (TBP) ;
- parfumante : muscs de synthèse ;
- biocide : ex : triclosan.

D'autres COSV sont émis par cerraines combustions (ex : hydrocarbures aromatiques polycycliques ou HAP). D'autres sont émis par les toners et processus en œuvre dans les imprimantes et photocopieuses.
Certains COSV sont suspectés d'avoir des effets sur le système nerveux et le système immunitaire. D'autres sont suspectés d'interférer avec le fonctionnement du système hormonal (perturbateurs endocriniens) et entraîner une baisse de la fertilité, malformations, cancer, etc. ou l'augmentation de l'obésité.

### Gaz issus d'un processus de combustion
Lors d'un processus de combustion utilisant divers combustibles (gaz naturel, pétrole, fioul, bois, charbon, etc.), il se produit une émission de particules et de gaz. Ces derniers sont :
- essentiellement du dioxyde de carbone et de la vapeur d'eau ;
- le monoxyde de carbone (CO), si la combustion est incomplète par manque d'oxygène ;
- des oxydes d'azote, NOx, (monoxyde d'azote, dioxyde d'azote, oxyde nitreux, etc.) générés par l'azote amené par l'air ;
- des oxydes soufrés (dioxyde et trioxyde de soufre) liés aux traces de soufre présentes dans le combustible ;
- des hydrocarbures aromatiques monocycliques (benzène, toluène, xylènes) ou polycycliques.

La fumée de tabac environnementale, correspondant à la combustion du tabac et au flux d'air exhalé par le fumeur, renferme plus de quatre mille composés en phase gazeuse et particulaire, dont une quarantaine sont reconnues comme cancérigènes ou toxiques dont le CO, COV, HCHO, NO2).

### Ozone
C'est un gaz très réactif composé de 3 atomes d'oxygène. Il peut être introduit dans l'air de cabine d'avions volant à la hauteur de la couche d'ozone, ou produit à l'intérieur de l'habitat, et présent plus particulièrement dans des locaux mal aérés, généré par :
- l'introduction d'air extérieur un jour de pollution par l'ozone
- des générateurs d'ozone, destructeurs de polluants intérieurs et d'odeurs ;
- des ionisateurs et purificateurs d'air utilisant un champ électrique ;
- des photocopieurs et imprimantes laser ;
- des lampes UV.

### Particules fines et fibres
Les particules fines (PM10, PM2,5) et ultrafines (PM0,1) proviennent de plusieurs sources à l'intérieur des bâtiments : tabagisme, cuisson des aliments, chauffage (notamment au pétrole et au bois), activités de ménage et de rénovation, matériaux, pollution extérieure.
L'amiante a beaucoup servi dans la construction et les équipements domestiques, avant d'être interdit en 1996. Les fibres d'amiante sont un cancérogène certain pour l'homme.
Les laines minérales (laine de verre, de roche et de laitier) sont utilisées pour l'isolation thermique, l'isolation acoustique et la protection incendie des bâtiments. Elles sont irritantes pour la peau, les yeux et les voies respiratoires supérieures.
Les peintures à la céruse de plomb (ou hydrocarbonate de plomb) étaient communes dans les bâtiments jusqu'au milieu du XXe siècle. Leur dégradation est à l'origine de fines poussières de plomb qui peuvent être ingérées ou inhalées. Le plomb est responsable d'anémie, de troubles digestifs, d'atteinte souvent du système nerveux avec chez le jeune enfant, des retards intellectuels irréversibles, des difficultés d'apprentissage, des troubles psycho-moteurs et un ralentissement de la croissance.

### Biocontaminants intérieurs
Les biocontaminants aéroportés sont essentiellement des bactéries, virus, champignons, moisissures et pollens qui pour certains ont des effets sur la santé et peuvent être transportés par les systèmes d'aération et/ou remis en suspension par l'activité humaine, (source de pneumonies par exemple).
L'être humain et les animaux sont les principales sources, ou réservoirs, de polluant pour l'intérieur de tout bâtiment ou véhicule ; ces organismes peuvent contaminer des surfaces, des liquides et l'air, plus ou moins saisonnièrement ; ils peuvent parfois être responsables d'infections respiratoires ou cutanées (Legionella, mycobactéries atypiques , etc.), ce pourquoi l'air intérieur est un compartiment de l'environnement qui intéresse l'épidémiologie.
BactériesParfois très nombreuses dans l'air intérieur, seule une petite partie présente des risques infectieux ou non infectieux. L'occupation humaine (et/ou animale) en est l'une des premières sources. On a par exemple comparé la biomasse, le taux et la variété de génomes bactériens en suspension dans l'air de salles de classe universitaires (occupés ou non) à l'air extérieur, à l'air des conduits d'aération, à la poussière du sol ou récoltée dans les filtres du système d'aération. Ceci a permis de montrer que quand une salle de classe est occupée, la biomasse totale et le taux de génomes bactériens y augmente considérablement dans les fractions de taille des PM10 et PM2.5 de l'air intérieur (dans les PM10, le taux de génomes bactériens augmente de près de deux ordres de grandeur). La poussière du sol s'enrichit alors plus que l'air, mais, via la remise en suspension, cette poussière reste ensuite une source d'aérosols bactériens. On a aussi montré (en contrôlant la remise en suspension à partir du sol) que nos expirations et nos squames, poils et cheveux perdus, porteurs d'une partie de notre microbiote cutané, sont aussi une source significative de bioaérosols. Ceci est confirmé par la forte proportion de bactéries typiques du microbiote de la peau humaine, des narines et des cheveux observée à la fois dans l'air intérieur et au sols dans la poussière,. Le Pr. Charles P. Gerba de l'Université d'Arizona a montré que dans les toilettes, tirer la chasse d'eau diffuse des bactéries dans l'air ambiant, jusqu'à parfois plusieurs mètres de distance et plusieurs heures après (tirer la chasse d'eau avec le couvercle de la lunette fermé atténuerait ce risque).
VirusEssentiellement d'origine humaine ou animale, ils sont omniprésents et si légers qu'ils se comportent presque comme des gaz. La science qui les étudie dans l'air est l'aérovirologie. 
En juin 2020, au moyen d'une simulation de dynamique des fluides, dans le contexte de la pandémie de COVID-19 Li & al. ont montré qu'activer la chasse d'eau génère un « transport ascendant massif de particules virales aérosolisées (avec 40 à 60% de ces particules s'élevant au-dessus du niveau du siège des toilettes », permettant une propagation du virus à grande échelle dans l'air intérieur de la pièce. Une autre étude  faite dans les hôpitaux de Renmin, à l'hôpital Fangcang de Shelter et dans des zones publiques environnantes à Wuhan (Chine), a trouvé une très faible quantité d'ARN de SRAS-CoV-2 dans l'air intérieur des « toilettes mobiles » utilisées par les patients
MicrochampignonsIls sont présents dans tous les environnements. La présence de matières organiques sur les surfaces et l'augmentation de la quantité d'eau disponible (« water activity »), liée à une isolation excessive, une aération insuffisante, une production de vapeur d'eau, des infiltrations ou des dégâts des eaux, favorise leur développement sous forme de moisissures. Les principales moisissures responsables d'effets sur la santé dans les ambiances intérieures sont :
- effet allergique : genre Aspergillus (fumigatus, versicolor, flavus), Alternaria alternata, Cladosporium sphaerosporium, Penicillium spp., Tricothecium, Aureobasidium, Chaetomonium, Fusarium, Trichoderma, Mucorales (Mucor, Absidia, Rhizopus), Acremonium, Epicoccum ;
- effet infectieux : Aspergillus fumigatus, Aspergillus niger, Fusarium, Mucorales (Mucor, Absidia, Rhizopus) ;
- effet toxique : Aspergillus (fumigatus, versicolor, flavus) Stachybotris chartarum, Trichoderma, Mucorales (Mucor, Absidia, Rhizopus) ;
- alvéolite allergique extrinsèque : Aspergillus (fumigatus, versicolor), Penicillium spp., Fusarium, Mucorales (Mucor, Absidia, Rhizopus) ;
- leurs constituants : endotoxine bactérienne, composant de la membrane externe des bactéries à Gram négatif, bêta-glucane contenu dans la paroi extérieure des champignons, ergostérol présent dans la membrane plasmique des champignons ;

Excrétas et résidus biologiques indésirables:
- mycotoxines, toxines des champignons, composés organiques volatils d'origine microbienne, responsables des odeurs de moisi ;
- molécules protéiques allergisantes : pollens dégradés ou allergènes disséminés par l'air…,
- allergènes d'acariens, provenant de leurs matières fécales, sécrétions digestives, œufs, larves, nécrosasse, notamment présents dans la literie (matelas, draps, oreiller, traversin, couverture et couette), et moindrement au sol et dans d'autres textiles (tentures, rideaux, canapés, revêtements de sol et de mur),
- allergènes d'animaux domestiques (chat, chien, rongeurs, etc.) provenant de la glande sébacée de la peau et de la salive notamment retenus dans les tapis, moquettes, sièges capitonnés, allergènes de blattes (déjections dans la poussière domestique).
- Les sols intérieurs sont en outre souvent une source d'éléments traces métalliques et de résidus de produits ménagers, voire de pesticides également susceptibles d'être remis en suspension avec des bactéries.

### Cas particulier des pesticides
Pour combler une lacune de connaissance et certains besoins en toxicologie, expologie et biomonitoring humain (BMH), l'étude « EXPOPE » Initiée par l'INERIS, en France, avec une université porté sur plus de cent trente enfants franciliens de six et sept ans vivant en pavillons ou appartements, avec ou sans jardin et animaux domestiques. Les chercheurs ont recherché 31 pesticides (insecticides, herbicides et fongicides choisis comme indicateurs pour leur utilisation, leur toxicité et/ou leur rémanence) dans l'air intérieur, les poussières, sur la peau des mains et dans l'urine des enfants. Parallèlement un questionnaire a permis d'évaluer le degré d'exposition directe des enfants. Au moins un pesticide était présent dans 94 % des foyers (insecticide en général). L'alpha-HCH, le propoxur et le lindane (insecticide utilisé depuis 1938 pour traiter planches et charpentes, interdit depuis 1998 en France, mais très rémanent) étaient les plus fréquents. On en trouve jusqu'à plusieurs centaines de nanogrammes par mètre cube. Ce taux est moindre que ceux de formaldéhyde (souvent en µg/m3), mais ces produits n'ont parfois pas encore de valeur seuil ou de norme, et certains peuvent agir comme perturbateur endocrinien, c'est-à-dire à très faibles doses). 87 % des familles avaient utilisé au moins un pesticide dans l'année (insecticide le plus souvent) et plus de 25 % ont signalé l'intervention d'un professionnel de la désinsectisation dans l'immeuble ou la maison. Le lindane et l'alpha-HCH étaient plus fréquents dans l'habitat ancien. Des variations saisonnières sont liées au type d'habitat et à la présence de plantes d'intérieur. Les maisons contenaient plus de propoxur que les immeubles. Divers métabolites et produits de dégradation de pesticides ont été détectés dans les urines. On ne peut aujourd'hui faire la part des sources externes et intérieures et de certains transferts (sol (pédologie)|terre sous les chaussures, etc.).
En 2017, en France, 60 millions de consommateurs dénonce dans un Hors-série d'avril 2017 la responsabilité des ‘sprays assainissants', désodorisants, bactéricides ou acaricides.

### Cas particulier des moisissures
Quatre cents espèces de moisissures ont été décrites en environnement intérieur : elles se développent sur des substrats contenant de la cellulose et de la lignine mais aussi sur des substrats inertes, trouvant leur nourriture dans la poussière ou l'eau. Ces « biocontaminants » sont favorisés par l'humidité due notamment à une mauvaise isolation (pont thermique au niveau des cadres de fenêtre ou de l'isolant, bouches de VMC), à des infiltrations, remontées capillaires .
Les principales espèces avec un pouvoir allergène ou infectieux rencontrées dans l'air intérieur sont : Alternaria, Cladosporium, Penicillium, Aspergillus (à l'origine d'aspergillome). D'autres colonisateurs se rencontrent fréquemment, tels Fusarium (marqueur de forte humidité), Ulocladium (en), Botrytis, Acremonium (en), Phoma, Chaetomium (en), Stachybotrys, Trichoderma. Ils sont à l'origine de contaminants comme les COV, les bêta-glucanes (aux propriétés irritantes sur les muqueuses et aux propriétés immunosuppresseurs, effets sur le système nerveux central comme dans le syndrome du bâtiment malsain) ou les mycotoxines.
Les infections décrites sont : bronchite, alvéolite, pleurésie, aspergillose de types bronchopulmonaire, chronique nécrosante ou pulmonaire invasive touchant les personnes immunodéprimées, mycotoxicoses notamment aux trichothécènes.

## Actions
Du fait de la diversité des sources et des polluants présents dans les environnements intérieurs, il n'y a pas encore de consensus pour définir des indices de qualité de l'air intérieur, comme pour l'air extérieur. L'OMS fournit des valeurs guides pour l'Europe,. En France, l'Anses recommande des valeurs guides d'air intérieur à visée sanitaire pour les polluants intérieurs prioritaires, le Haut Conseil de la santé publique propose des valeurs repères d'aide à la gestion, des valeurs réglementaires pour la qualité de l'air dans les établissements recevant du public ont été définies pour le formaldéhyde, le benzène et le radon.
Diverses institutions nationales, placées sous la tutelle de plusieurs ministères, interviennent sur le thème de la qualité de l'air intérieur.

### Actions publiques
L'Observatoire français de la qualité de l'air intérieur (OQAI) a été créé en juillet 2001. Ses missions consistent à connaître les environnements intérieurs : caractéristiques du parc des bâtiments et des systèmes de ventilation en place, connaissance des occupants, de leurs comportements et du temps passé à l'intérieur des lieux de vie, etc.) ; caractériser les polluants présents, qu'ils soient chimiques, physiques ou biologiques, les hiérarchiser sur la base de critères sanitaires et identifier les facteurs à l'origine des situations de pollution intérieure ; gérer et valoriser les données disponibles sur la qualité de l'air intérieur à l'échelon national ; émettre des recommandations et fournir une base scientifique, utiles pour la gestion et la prévention des risques sanitaires ; informer les acteurs du bâtiment, de la santé et le grand public et former les professionnels. L'Observatoire a mené des programmes d'actions dans les logements (campagne nationale 2003-2005), dans les lieux de vie fréquentés par les enfants (crèches et écoles), dans les piscines couvertes et les patinoires, dans les bureaux (projet européen OFFICAIR, dans les bâtiments performants en énergie. L'OQAI a développé des outils d'aide à la décision : le Lum'Air (boîtier intégré pour la mesure et la gestion du confinement de l'air dans les écoles et les crèches), l'indice ICONE (de 0 à 5) pour le confinement de l'air. L'OQAI assure une veille documentaire (inventaire des données françaises et étrangères, états sur des sujets spécifiques) ; organise des ateliers, formations et conférences.
L'Agence nationale de sécurité sanitaire de l'alimentation, de l'environnement et du travail (Anses) a été créée le 1er juillet 2010 par la fusion de l'Agence française de sécurité sanitaire des aliments (Afssa) et de l'Agence française de sécurité sanitaire de l'environnement et du travail (Afsset). Elle assure des missions de veille, d'expertise, de recherche et de référence sur un large champ couvrant la santé humaine, la santé et le bien être animal et la santé végétale. Elle offre une lecture transversale des questions sanitaires. L'Agence couvre ainsi de manière globale l'ensemble des expositions (particules, ondes, inhalation, ingestion, etc.) auxquelles un individu peut être sujet, volontairement ou non, à tous les âges et moments de sa vie qu'il s'agisse d'expositions au travail, pendant ses transports, ses loisirs, ou via son alimentation. L'Anses évalue ainsi de manière transverse les risques et les bénéfices sanitaires en y intégrant l'apport des sciences humaines et sociales, transmet ses avis et recommandations aux pouvoirs publics et rend systématiquement publics ses travaux.
Le Haut Conseil de la santé publique (HCSP) a été créé par la loi relative à la politique de santé publique du 9 août 2004. C'est une instance d'expertise qui reprend en les élargissant les missions du Conseil supérieur d'hygiène publique de France et celles du Haut Comité de la santé publique, siégeant respectivement depuis 1848 et 1991. Il a pour missions de contribuer à la définition des objectifs pluriannuels de santé publique, évaluer la réalisation des objectifs nationaux de santé publique et contribuer au suivi annuel ; fournir aux pouvoirs publics, en liaison avec les agences sanitaires, l'expertise nécessaire à la gestion des risques sanitaires ainsi qu'à la conception et à l'évaluation des politiques et stratégies de prévention et de sécurité sanitaire ; fournir aux pouvoirs publics des réflexions prospectives et des conseils sur les questions de santé publique.

### Instituts
Le Centre scientifique et technique du bâtiment (CSTB) a pour mission de rassembler, développer et partager avec les acteurs de la construction les connaissances scientifiques et techniques déterminantes pour faire progresser la qualité et la sécurité des bâtiments et de leur environnement. Son rôle d'accompagnement des professionnels constitue une priorité et ses activités sont organisées pour être accessibles à l'ensemble des acteurs et partenaires du monde de la construction.
L'Institut national de l'environnement industriel et des risques (INERIS), établissement public à caractère industriel et commercial, créé en 1990, est né d'une restructuration du Centre de recherche des Charbonnages de France (CERCHAR) et de l'Institut de recherche chimique appliquée (IRCHA). Il a pour mission de contribuer à la prévention des risques que les activités économiques font peser sur la santé, la sécurité des personnes et des biens, et sur l'environnement. Il mène des programmes de recherche visant à mieux comprendre les phénomènes susceptibles de conduire aux situations de risques ou d'atteintes à l'environnement et à la santé, et à développer sa capacité d'expertise en matière de prévention. Ses compétences scientifiques et techniques sont mises à la disposition des pouvoirs publics, des entreprises et des collectivités locales afin de les aider à prendre les décisions les plus appropriées à une amélioration de la sécurité environnementale.
L'Institut de veille sanitaire (InVS) est un établissement public qui réunit les missions de surveillance, de vigilance et d'alerte dans tous les domaines de la santé publique. Créé par la loi du 1er juillet 1998 relative au renforcement de la veille sanitaire et au contrôle de la sécurité sanitaire des produits destinés à l'homme, l'InVS a vu ses missions complétées et renforcées par la loi du 9 août 2004 relative à la politique de santé publique, afin de répondre aux nouveaux défis révélés par les crises sanitaires récentes et les risques émergents.

### Plans nationaux santé-environnement
Les Plans nationaux santé-environnement (PNSE) visent une approche intégrée et globale de l'ensemble des polluants et des milieux de vie afin de franchir une étape supplémentaire dans la lutte contre les risques sanitaires liés à l'environnement.
- Le premier PNSE (2004-2008)[71] avait les 3 objectifs prioritaires suivants : garantir un air et une eau de bonne qualité ; prévenir les pathologies d'origine environnementale et notamment les cancers ; mieux informer le public et protéger les populations sensibles (enfants et femmes enceintes).
- Le deuxième PNSE (2009-2013)[72] présentait les actions selon trois axes : les expositions responsables de pathologies à fort impact sur la santé ; les inégalités environnementales et les risques émergents. L'action no 49 du 3e Plan national santé-environnement 2015-2019 demande la mise en œuvre du plan national de la qualité de l'air intérieur (PQAI) annoncé par le gouvernement le 13 octobre 2013. Le PQAI comprend vingt-six actions regroupées en cinq thématiques : informer le grand public et les acteurs relais ; développer l'étiquetage des produits émetteurs de polluants ; développer dans la filière du bâtiment les actions incitatives et préparer les évolutions réglementaires en lien avec la réglementation thermique ; progresser sur le terrain vis-à-vis de pollutions spécifiques ; améliorer les connaissances. L'intervention des Conseillers en environnement intérieur (CEI) auprès des personnes atteintes de pathologies liées ou susceptibles d'être aggravées par la qualité de l'air intérieur fait l'objet d'une évaluation dans le cadre d'un projet hospitalier de recherche clinique (PHRC).
- Le troisième PNSE (2015-2019)[73] témoigne de la volonté du gouvernement de réduire autant que possible et de façon la plus efficace les impacts des facteurs environnementaux sur la santé afin de permettre à chacun de vivre dans un environnement favorable à la santé. Il s'articule autour de quatre grandes catégories d'enjeux : des enjeux de santé prioritaires ; des enjeux de connaissance des expositions et de leurs effets ; des enjeux pour la recherche en santé environnement ; des enjeux pour les actions territoriales, l'information, la communication, et la formation. L'action no 49 du 3e Plan national santé-environnement 2015-2019 demande la mise en œuvre du plan national de la qualité de l'air intérieur (PQAI) annoncé par le gouvernement le 13 octobre 2013[73]. Le PQAI comprend vingt-six actions regroupées en cinq thématiques : informer le grand public et les acteurs relais ; développer l'étiquetage des produits émetteurs de polluants ; dans la filière du bâtiment, développer les actions incitatives et préparer les évolutions réglementaires en lien avec la réglementation thermique ; progresser sur le terrain vis-à-vis de pollutions spécifiques ; améliorer les connaissances.

L'intervention des Conseillers en environnement intérieur (CEI) auprès des personnes atteintes de pathologies liées ou susceptibles d'être aggravées par la qualité de l'air intérieur fait l'objet d'une évaluation dans le cadre d'un projet hospitalier de recherche clinique (PHRC).

### Organisations
Le CMEI (Conseiller médical en environnement intérieur) ou le Conseiller habitat santé est un professionnel diplômé (universités de Strasbourg ou de Marseille), formé pour établir un audit de l'environnement intérieur. Il enquête au domicile des personnes qui en font la demande – par le biais d'un médecin, et sur prescription de celui-ci réalise des prélèvements (poussière, moisissures, etc.) et des mesures d'allergènes, et établit un diagnostic permettant ensuite de mettre en œuvre des mesures pour l'éviction des polluants domestiques, et d'adapter son habitat.

### Fédérations
La FIMEA (Fédération interprofessionnelle des métiers de l'environnement atmosphérique), créée le 9 septembre 2009, fédère et structure les professions et la filière du marché de l'Air. Elle réunit les métiers de l'environnement atmosphérique afin de valoriser les atouts de la filière, d'augmenter leur compétitivité, de favoriser son développement à l'international, de créer une synergie et de définir des orientations stratégiques communes. Ainsi, la FIMEA aspire à être un interlocuteur technique et scientifique majeur dans le domaine de la qualité de l'air intérieur et la réduction de la pollution atmosphérique à l'échelle nationale et internationale.

### Associations
Pour lutter contre la pollution de l'air intérieur et informer la population des risques, plusieurs organismes, associations mènent des actions de sensibilisation et de pédagogie auprès du grand public et des institutions.
L'association qualité de l'air intérieur, ventilation et conservation de l'énergie dans les bâtiments (IAQVEC) créée en 1992 est une association scientifique avec des conférences annuelles internationales avec des discussions scientifiques et des publications techniques sur la normalisation de la qualité de l'air intérieur des bâtiments et des organismes de recherche pour l'optimisation de la ventilation de la qualité de l'air intérieur. technologie et économie d'énergie.
L'Association française interprofessionnelle de l'air intérieur (AFIA) regroupe, forme et accompagne des intervenants qualifiés pour répondre aux problématiques de la qualité de l'air intérieur. A destination des particuliers, des propriétaires ou gestionnaires de parcs immobiliers, des entreprises et des collectivités.
L'Association de recherche clinique en allergologie et asthmologie (ARCAA), créée en 2006 au sein du Syndicat français des allergologues (SYFAL) a les objectifs suivants : promouvoir l'allergologie, effectuer des études cliniques, épidémiologiques ou autres en allergologie et en asthmologie ; contribuer à la bonne pratique de l'allergologie ; informer les médecins, personnels para médicaux, patients, associations de patients sur les allergies. Elle comprend notamment le Comité SEIQA – Habitat et santé (Santé environnement intérieur et qualité de l'air), placé sous le haut patronage de la Fédération française du bâtiment, dont l'objectif est de pouvoir échanger de façon transverse entre la communauté médicale, les industriels, organismes, bureaux d'études, cabinets d'architectes et le Comité d'approbation HQE-A (Qualité Environnementale pour allergiques) et de labellisation « allergènes contrôlés » et « air intérieur contrôlé ».
L'association HQE, créée en 1996 et reconnue d'utilité publique depuis 2004, est une plate-forme de la construction et de l'aménagement durables qui s'est fixé pour mission de rassembler les acteurs pour : anticiper et initier la réflexion ; contribuer au développement de l'excellence dans les territoires et les pratiques professionnelles ; porter et défendre, du niveau local à l'international, l'intérêt général des acteurs.
Elle a publié en 2013 un document sur les Règles d'application pour l'évaluation de la qualité de l'air intérieur d'un bâtiment neuf ou rénové à réception. Ce protocole vise à l'évaluation de la qualité de l'air intérieur avant que les occupants ne prennent - ou reprennent - possession du bâtiment. Il se fonde sur la mesure de sept polluants, d'origine extérieure et intérieure, et la comparaison des résultats obtenus aux valeurs sanitaires. Ce contrôle à réception devrait offrir aux occupants une qualité sanitaire de l'air intérieur satisfaisante et justifier la pertinence des dispositions constructives et des équipements choisis et mis en œuvre. Il restera aux occupants à maintenir cette qualité en utilisant correctement les équipements mis à leur disposition et en maîtrisant au mieux les sources de pollution liées à leurs activités.
L'Association santé environnement France (ASEF) donne des conseils pour lutter contre cette pollution et protéger sa santé avec son petit guide vert du bio-air intérieur.

## Facteurs derisque
- Un renouvellement d'air insuffisant des locaux, accentué depuis le renforcement de l'isolation des bâtiments, dû à un manque d'aération (ouverture des fenêtres) ou à un dysfonctionnement et/ou un entretien insuffisant des installations de ventilation (naturelle ou mécanique VMC simple ou VMC double flux).
- Source(s) extérieure(s) de pollution à proximité du bâtiment (trafic automobile, industrie, sous-sol pollué, etc.).
- Activités polluantes intérieures : tabagisme, cheminée à foyer ouvert, nettoyage avec des produits chimiques, travaux de rénovation, bricolage, cuisson des aliments, désodorisation, production de vapeur d'eau, etc.
- Apports réguliers ou occasionnels de poussières renfermant des allergènes, bactéries, champignons microscopiques, composés chimiques, etc.) via les habits, les chaussures ou objets contaminés.

## Législation en France
En milieu industriel diverses normes et seuils réglementaires ou recommandés cadrent la santé au travail. Des valeurs guides réglementaires de la qualité de l'air intérieur (VGAI) regroupent une liste des polluants d'intérêt pour la qualité de l'air intérieur. Ces valeurs sont publiées par le ministère chargé de l'écologie sur proposition du Haut Conseil de la Santé Publique sur base de différents travaux par l'agence nationale de sécurité sanitaire de l'alimentation, de l'environnement et du travail (ANSES).

### Loi sur l'air
La Loi-cadre n° 96-1236 du 30 décembre 1996 sur l'air et l'utilisation rationnelle de l'énergie (LAURE) vise à rationaliser l'utilisation de l'énergie et à définir une politique publique intégrant l'air en matière de développement urbain. Le droit de respirer un air qui ne nuise pas à sa santé est reconnu à chacun. Elle est codifiée dans le code de l'environnement. La loi rend obligatoire la surveillance de la qualité de l'air assurée par l'État ; la définition d'objectifs de qualité ; l'information du public.

### Étiquetage environnemental
En application de la loi n° 2010-788 du 12 juillet 2010 portant engagement national pour l'environnement, le décret n° 2011-321 du 23 mars 2011 impose, depuis le 1er septembre 2013, l'étiquetage des émissions en substances volatiles polluantes des produits de construction et de décoration (isolants, moquettes, peintures, vernis, colles, etc.). Les émissions d'une dizaine de composés organiques volatils (COV) ainsi que des COV totaux sont mesurés au bout de vingt-huit jours (émissions chroniques) pour la détermination de l'étiquetage : A+ (peu émissif) A, B ou C (fortement émissif). Il s'agit du formaldéhyde, de l'acétaldéhyde, du toluène, du tétrachloroéthylène, du xylène, du 1,2,4-triméthylbenzène, 1,4-dichlorobenzène, de l'éthylbenzène, du 2-butoxyéthanol et du styrène. L'étiquetage n'impose pas d'évaluation environnementale, toxicologique ou écotoxicologique du produit. L'étiquetage, étant auto-déclaratif, le fabricant est responsable de l'exactitude des informations mentionnées sur l'étiquette, qu'il obtient par le moyen de son choix.

### Surveillance des établissements recevant du public
Dans les établissements recevant du public : en application de loi Grenelle 2 (art.180), le décret du 2 décembre 2011 définit les conditions de surveillance de la qualité de l'air intérieur dans les établissements recevant du public (ERP). Il impose une surveillance de la qualité de l'air intérieur pour les propriétaires ou exploitants de certains ERP accueillant « des populations sensibles ou exposées sur de longues périodes, comme les crèches, les écoles, les établissements d'accueil de personnes handicapées ou encore les établissements pénitentiaires pour mineurs » (listés par le décret). Ceci doit être fait avant 2015 pour l'accueil collectif d'enfants de moins de six ans et les écoles maternelles ; avant 2018 pour les écoles élémentaires ; avant 2020 pour les accueils de loisirs et les établissements d'enseignement du second degré ; avant janvier 2023 pour les autres établissements aux frais du propriétaire ou de l'exploitant, puis avec un pas de temps de sept ans ; avec valuation des systèmes d'aération, dosage des principaux polluants par des organismes accrédités. En cas de dépassement d'une des valeurs de référence (fixées par décret), le contrôle sera à renouveler avant deux ans et une expertise devra trouver les sources de pollution et y remédier. Ne pas respecter ce décret exposera à une amende de 1 500 euros. Le gouvernement a décidé de simplifier le dispositif. D'une part, en supprimant l'obligation de réaliser des mesures systématiques de qualité de l'air pour les établissements et collectivités qui auront mis en place des dispositions particulières de prévention de la qualité de l'air définies dans un guide de bonnes pratiques publié sur le site internet du ministère chargé de l'écologie (choix des produits d'entretien et du mobilier, conception et entretien des systèmes d'aération, sensibilisation des occupants à la qualité de l'air intérieur, etc.). D'autre part, en supprimant l'obligation d'accréditation pour les organismes chargés de procéder à l'évaluation des systèmes d'aération. Par ailleurs, la mesure du perchloréthylène sera demandée pour les établissements contigus à une installation de nettoyage à sec. La mise en application de ce nouveau dispositif est reportée au 1er janvier 2018 pour les premiers établissements concernés (accueils collectifs d'enfants de moins de 6 ans, écoles maternelles et écoles élémentaires). Les échéances resteraient inchangées pour les lieux de loisirs et les établissements d'enseignement du second degré avant le 1er janvier 2020 et pour les autres établissements recevant du public avant le 1er janvier 2023.

## Perspectives et enjeux

### Épuration de l'air intérieur
Outre la maîtrise des sources de pollution et l'aération – ventilation des locaux, l'épuration de l'air par des systèmes ou procédés piégeant et/ou détruisant les polluants est une troisième voie intéressante pour améliorer la qualité de l'air intérieur. On distingue les matériaux et produits fonctionnalisés et les appareils d'épuration autonomes ou non (intégrés aux systèmes de ventilation), dont il faut connaître l'efficacité et l'innocuité. Il existe déjà une norme française (X P B 44-200, mai 2011) sur les méthodes d'essai pour tester les performances intrinsèques des épurateurs d'air autonomes pour applications tertiaires et résidentielles. Toutefois, des méthodes normalisées sont à développer afin de connaître les performances des autres systèmes d'épuration d'air, dans des conditions de laboratoire et dans des conditions réalistes, dans les locaux.
On a observé en Finlande et en Suisse une chute de 11 à 30 % de l'absentéisme après installation d'un système de filtration de l'air intérieur. Une étude (2025) basée sur près de 2 000 élèves suivis dans 95 salles de classe de cinq écoles primaires (à Milan) a montré que dans les salles dotées d'un purificateur d'air (-28 % de particules fines), l'absentéisme scolaire a diminué de 12,5 % (soit une augmentation de la fréquentation de l'école de 1,3 jour par élève et par an). Les élèves concernés signalent moins de maux de tête et de symptômes respiratoires, se concentrent et réussissent mieux. Et les effets bénéfiques sont les plus nets chez les élèves les plus vulnérables (souvent absents, issus de milieux précaires ou étrangers). En France, plusieurs ONG et organismes plaident pour une meilleure prise en compte de ce facteur de santé, réussite scolaire et justice sociale dans les écoles.

### Mesure de la qualité de l'air intérieur
Il est aujourd'hui possible de mesurer de nombreux polluants intérieurs : mesures directes in situ (température, hygrométrie, CO, CO2, COV, formaldéhyde, particules, allergènes d'acariens, etc.) et mesures indirectes (moisissures, amiante et radon), avec prélèvements et analyses différées en laboratoire.